# Metropolia di Salonicco

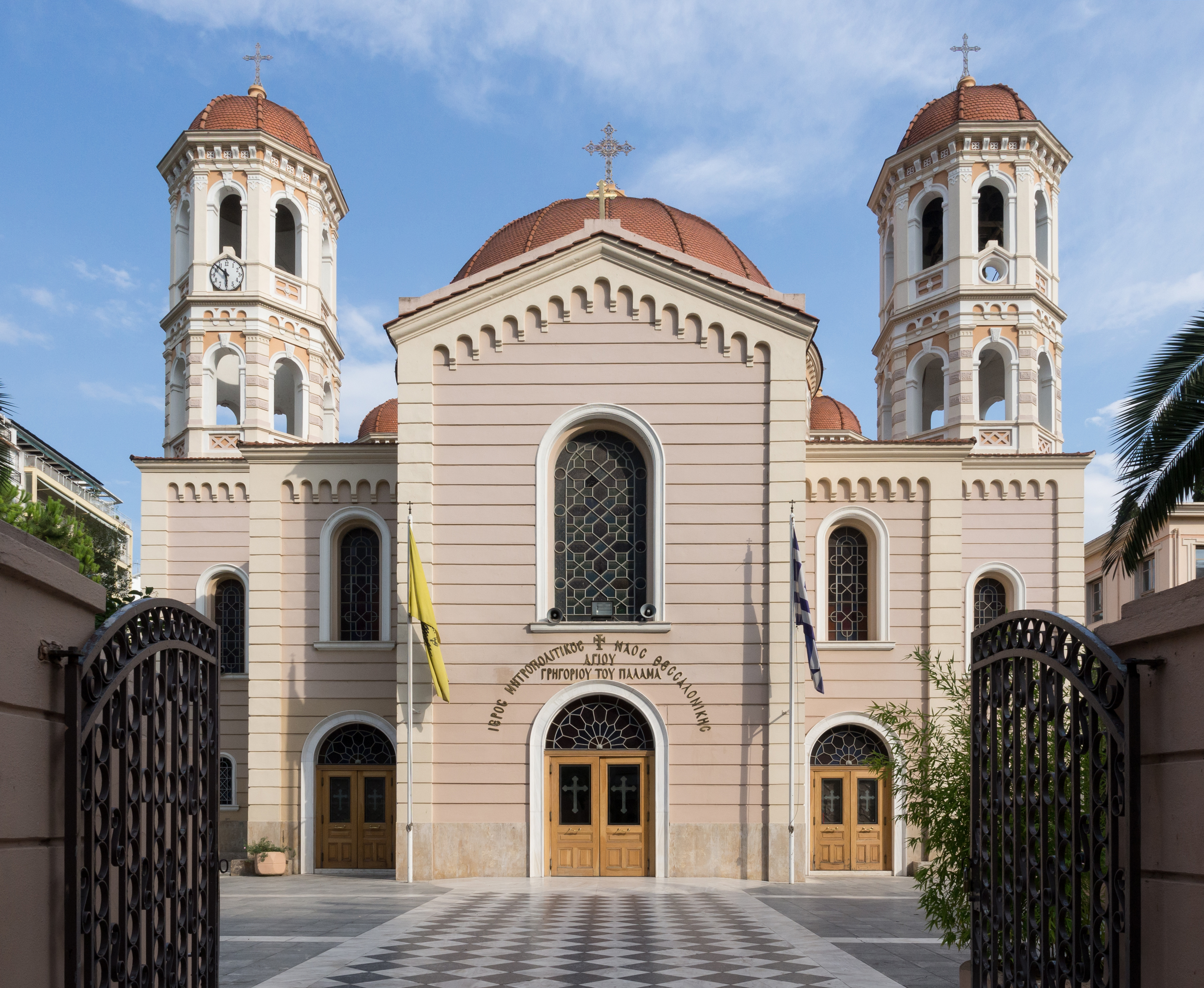
La cattedrale di Tessalonica, dedicate a San Gregorio Palamas.

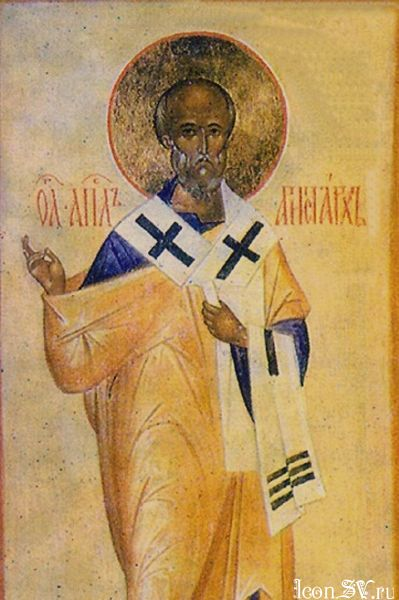
Sant'Aristarco, il primo vescovo di Tessalonica.

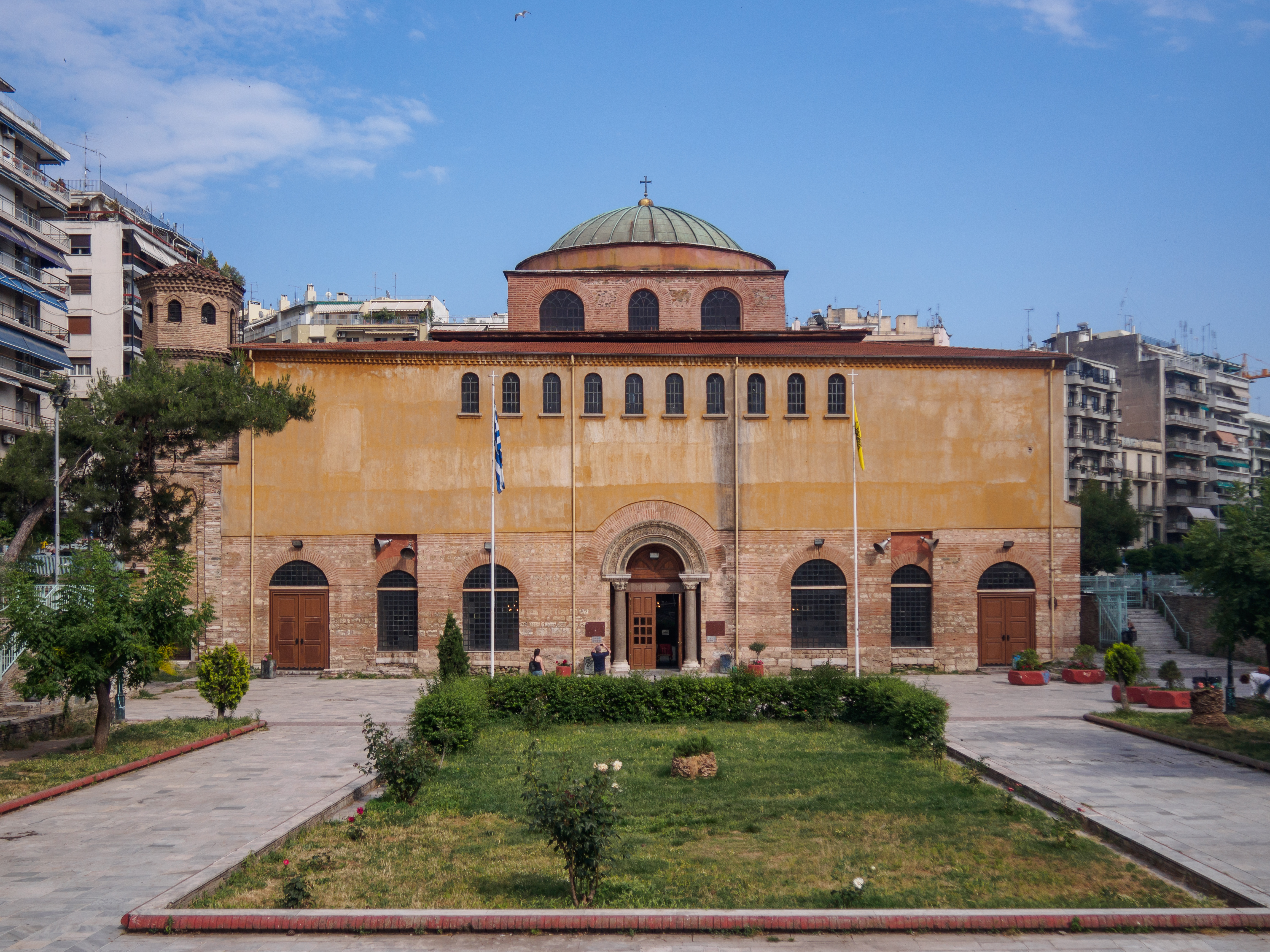
La basilica di Santa Sofia, che fu cattedrale latina della città dagli inizi del XIII secolo.

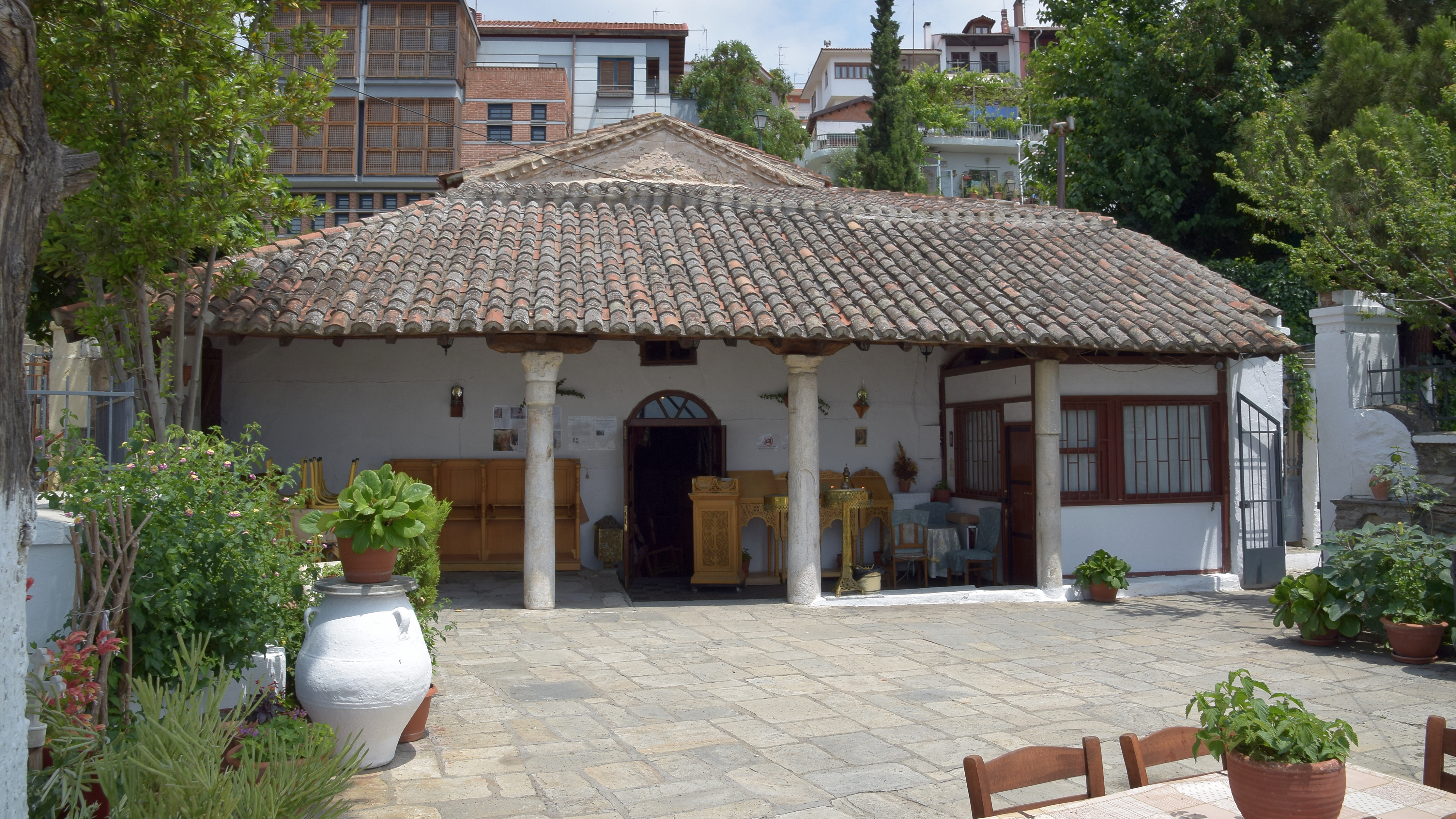
Il monastero di Latomos.

La metropolia di Salonicco (in greco Ιερά Μητρόπολης Θεσσαλονίκης?, Ierá Mitrópolīs Thessalonikis) è una diocesi del Patriarcato ecumenico di Costantinopoli, pastoralmente affidata alla Chiesa di Grecia, con sede a Salonicco, dove si trova la cattedrale di San Gregorio Palamas.
Dal 9 ottobre 2023 il metropolita è Philotheus

## Territorio
La metropolia di Salonicco comprende il comune di Salonicco, i distretti di Evangelistria e Agios Pavlos del comune di Neapoli-Sykies e parte del comune di Pylaia-Chortiatis.
A Salonnico si trova la cattedrale di San Gregorio Palamas e altre chiese storiche, tra cui la basilica di Santa Sofia (VIII secolo), la chiesa dei Santi Apostoli (XIV secolo) e la chiesa di San Demetrio.
Tra i principali monasteri della metropolia si possono ricordare il monastero di Latomos, il monastero di Sant'Anastasia e il monastero di Vlatades.
Dal punto di vista canonico, la metropolia fa parte del Patriarcato ecumenico di Costantinopoli. Tuttavia, trovandosi in territorio greco, la gestione pastorale è affidata alle cure dell'arcivescovo di Atene e della Chiesa di Grecia.

## Storia
La città di Tessalonica (in italiano: Salonicco) fu sede di un'antichissima comunità cristiana, le cui origini risalgono alla predicazione dell'apostolo Paolo. Il libro degli Atti degli Apostoli racconta che san Paolo giunse in Grecia accompagnato da due discepoli, entrambi macedoni, Aristarco e Caio (cfr. At. 19,29 e At. 27,2). La tradizione considera questi due discepoli come i primi vescovi della comunità cristiana di Tessalonica.
A partire dal IV secolo, con l'affermarsi del cristianesimo, la città, che era la capitale della provincia romana della Macedonia Prima, divenne sede metropolitana. Come tutte le sedi episcopali della prefettura dell'Illirico, l'arcidiocesi di Tessalonica era parte del patriarcato di Roma. Nel IV/V secolo, Tessalonica è elevata al rango di vicariato, e i loro metropoliti divennero rappresentanti del vescovo di Roma in tutto l'Illirico. In seguito, a partire dalla metà circa dell'VIII secolo, Tessalonica e tutta la prefettura fu sottoposta dagli imperatori al patriarcato di Costantinopoli.
Nella Notitia Episcopatuum attribuita all'imperatore Leone VI (inizio X secolo), la sede di Tessalonica appare al 16º posto nell'ordine gerarchico delle metropolie del patriarcato di Costantinopoli e le sono attribuite 12 diocesi suffraganee: Citro, Berrea, Dragobizia, Serbia e Cassandria, Campania, Petra, Ercula, Gerisso, Lite, Licostomio o Tessalia Tempe, Bardariota. In realtà in origine le suffraganee di Tessalonica erano molte di più, ma la maggior parte di queste scomparve dopo l'occupazione e la fondazione del primo impero bulgaro nel 681: tra queste le diocesi di Bargala, Diu, Dobero, Edessa, Eraclea, Parecopoli e Stobi, delle quali non sono più menzionati vescovi dopo il VII secolo.
Tessalonica è una delle poche chiese ortodosse delle quali è stato conservato il Synodicon, testo di carattere storico-dogmatico ad uso liturgico, dove, in particolari occasioni e feste dell'anno, si leggevano pubblicamente i nomi degli antichi vescovi della propria sede di appartenenza e si anatematizzavano gli eretici dell'ortodossia. Il Synodicon di Tessalonica contiene i nomi di 65 vescovi dall'VIII al XV secolo.
In occasione della Quarta crociata, Tessalonica fu conquistata dai crociati che fondarono il regno di Tessalonica, il feudo più grande dell'Impero Latino, che occupava gran parte della Grecia settentrionale e centrale. Venne di conseguenza istituita una sede arcivescovile di rito latino, che sopravvisse per pochi anni. Infatti nel 1224 la città venne conquistata da Michele Ducas, il despota greco d'Epiro, mentre nel 1246 venne ripresa dall'Impero Bizantino.
Quando i greci ripresero possesso della loro città, fecero della chiesa di Santa Sofia, che era stata la cattedrale dei Latini, la loro nuova cattedrale fino alla sua trasformazione in moschea nel 1523 o 1525.
Nel corso dei secoli successivi Tessalonica ha perso tutte le sue diocesi suffraganee, o perché unite alla sede metropolitana o perché elevate al rango di metropolia.
Cinque metropoliti di Salonicco furono eletti patriarchi di Costantinopoli e uno patriarca di Alessandria.

## Cronotassi dei vescovi, arcivescovi e metropoliti

### Epoca romana e bizantina
- Sant'Aristarco † (I secolo)
- San Caio † (I secolo)
- Achille †
- Alessandro † (prima del 325 - dopo il 335)
- Giovanni I †
- Aezio † (prima del 343/344)
- Eremio † (menzionato nel 355)
- Sant'Ascolio † (prima del 374 - circa 383 o 384 deceduto)
- Sant'Anisio † (circa 383 o 384 - 30 dicembre 406 o 407 deceduto)
- Rufo † (407 o 408 - inizio del 434 deceduto)
- Anastasio I † (seconda metà del 434 - circa settembre 451 deceduto)
- Euxiteo † (circa ottobre 451 - dopo il 458)
- Anonimo † (menzionato nel 479)
- Andrea † (prima di luglio 482 - dopo il 497 o 499)
- Doroteo † (prima del 515 - dopo il 520)
- Aristide † (menzionato nel 535)
- Elia † (menzionato nel 553)
- Taleleo † (seconda metà del VI secolo)
- Eusebio † (prima del 597 - dopo il 603)[7]
- San Giovanni II † (prima metà del VII secolo)
- Paolo I † (menzionato nel 649)
- Giovanni III † (prima del 680 - dopo il 681)
- Pietro I † (menzionato nel 688/689)[8]
- Sergio † (menzionato nel 690 circa)
- Anonimo † (menzionato nel 718)
- Pietro II †[9]
- Anastasio II †
- Teofilo † (menzionato nel 787)
- Tommaso † (prima del 797 - dopo l'806)
- San Giuseppe † (? - 809 deposto)
- Giovanni IV † (809 - circa 811)
- San Giuseppe † (circa 811 - 815 deposto) (per la seconda volta)
- Teodoro I † (815 - circa 830)
- San Giuseppe † (circa 830 - 15 luglio 832 deceduto) (per la terza volta)
- Giovanni V †
- Leone il Filosofo † (marzo o aprile 840 - primavera 843 deposto)
- Antonio † (primavera 843 - 2 novembre 843 deceduto)
- Sisinnio †
- Stefano †
- San Basilio † (menzionato nell'862)
- Paolo II †
- Plotino †
- Eutimio I †
- Teodoro II † (documentato dall'866 all'879)
- Sergio †
- Neofito †
- Paolo III † (menzionato a marzo 880)[10]
- Gregorio ? † (menzionato in agosto 882)[11]
- Metodio † (prima dell'886 - 889 o 890 deceduto)
- Giovanni VI † (menzionato il 3 agosto 893)[12]
- Giovanni VII † (dopo il 901)[13]
- Basilio † (primo quarto del X secolo)[14]
- Simeone †
- Eutimio II †
- Gregorio †
- Giacomo †[15]
- Niceta di Maronea †
- Giorgio †
- Teofane † (prima del 1031 - circa 1037/1038 deposto)
- Prometeo † (1038 - ?)[14]
- Romano † (XI secolo)[16]
- Michele †
- Michele il Sincello † (prima del 1071 - dopo il 1079)[17]
- Teodulo † (prima del 1086 - dopo il 1107)[17]
- Eufemiano †[17]
- Michele Choumnos † (menzionato nel 1122)[17]
- Manuele †[17]
- Niceta di Mitilene † (menzionato nel 1133)[17]
- Costantino †
- Leone †
- Romano †
- Basilio di Acrida † (circa 1145 - dopo il 1160)
- Michele †
- Costantino † (prima del 1169 - circa 1174/1175 deceduto)
- Eustazio † (circa 1174/1175 - circa 1194 deceduto)
- Giovanni †
- Costantino Mesopotamita † (menzionato nel 1198)[18]
- Crisante †[14]
- Costantino Mesopotamita † (circa 1204 - circa 1222/1223 deposto) (per la seconda volta)
- Nicola ? †[14]
  - Michele Pratanos † (menzionato nel 1230)[14][19]
- Giuseppe † (circa 1232 - 1235)
- Basilio †
- Manuele Disypatos † (? - gennaio 1261 deposto)
- Gioannizio Cydonès † (circa 1261 - 1260)[14]
- Ignazio I † (menzionato nel 1285)[20]
- Giacomo † (prima del 1295 - dopo il 1299)[21][22]
- Malachia † (circa 1305 - 1310)[14][23]
- Geremia † (prima del 1315 - dopo il 1322)
- Gregorio Koutalès † (? - 9 dicembre 1334 deceduto)
- Ignazio Glabas † (ottobre 1336 - circa 1342 deceduto)
- Macario † (circa luglio 1342 - 1344)
- Giacinto † (metà del 1345 - maggio 1346)[14][23]
- Gregorio Palamas † (maggio/agosto 1347 - fine 1360 deceduto)
  - Nilo Cabasilas † (inizio del 1361 - 1361 o 1362 deceduto) (arcivescovo eletto)
- Antonio † (marzo 1363[24] - dopo marzo 1371)
- Doroteo † (metà circa del 1371 - 1379 deceduto)
- Isidoro Glabas † (prima di settembre 1379 - gennaio 1396 deceduto)
- Gabriele † (1397 - 1416/1419 deceduto)
- Simeone † (1416/1419 - circa settembre 1429 deceduto)

### Epoca ottomana
- Gregorio † (primavera 1430 - 1439 deceduto)
- Nifone I † (1439 - prima del 1458 deceduto)
- Metodio † (menzionato nel 1467)[21]
- Partenio † (? - circa 1481/1482 deceduto)
- Nifone II † (1482 - 1486 eletto patriarca di Costantinopoli)
- Massimo † (1486 - dopo il 1488)
- Macario † (circa 1516 - circa 1530 dimesso)
- Joasaph † (prima di giugno 1531 - dopo il 1535)
- Teonas † (prima del 1539 - dopo maggio 1541 deceduto)
- Metrofane (o Teofane) † (circa 1542)
- Macario † (menzionato nel 1551)
- Teonas † (prima del 1560 - dopo gennaio 1565 deceduto)
- Joasaph Argyropoulos † (prima di settembre 1565 - dopo giugno 1577)
- Doroteo † (menzionato a ottobre 1578)
- Metrofane † (prima di febbraio 1585 - dopo maggio 1590)
- Gabriele † (prima di maggio 1593 - marzo/agosto 1596 eletto patriarca di Costantinopoli)
- Cosma † (menzionato nel 1598)
- Sofronio † (5 dicembre 1605 - 3 settembre 1607 dimesso)
- Zosimo † (12 settembre 1607 - ?)
- Paisio † (prima di maggio 1611 - dopo il 1629)
- Atanasio Patellaros † (prima di settembre 1631 - inizio marzo 1634 eletto patriarca di Costantinopoli)
- Damasceno † (16 marzo o 2 giugno 1634 - gennaio 1636 deposto)
- Callinico † (27 gennaio 1636 - ? dimesso o deposto)
- Atanasio Patellaros † (agosto 1639 - 1643 dimesso) (per la seconda volta)
  - Sede vacante (1643-1646)
- Teocleto † (21 luglio 1646 - 21 gennaio 1651 dimesso)
- Gioacchino † (gennaio 1651 - circa 1665 dimesso)
- Dionisio Bardalis † (ottobre 1665 - primavera 1670 dimesso)
- Anastasio Pantodynamos † (11 marzo 1671 - 1671 dimesso)
- Melezio † (1671 - dopo aprile 1680)
- Neofito † (luglio 1680 - 20 agosto 1686 espulso)
- Metodio † (gennaio o febbraio 1687 - aprile 1696 deposto)
- Ignazio II † (circa 1696 - 1704)
- Ignazio III † (circa 1704 - 26 febbraio 1725 deceduto)[25]
- Anania † (circa marzo 1725 - fine del 1733 deceduto)[25]
- Gioacchino † (prima di febbraio 1734 - 7 aprile 1745 deceduto)[25]
- Gabriele Kallimaki † (prima del 1752 - 19 gennaio 1760 dimesso)[25]
- Spiridone † (febbraio 1760 - 24 ottobre 1762 deceduto)[25]
- Teodosio Christianopoulos † (21 gennaio 1763 - 16 aprile 1769 eletto patriarca di Costantinopoli)[26]
- Damasceno † (aprile 1769 - 27 giugno 1780 dimesso)[27]
- Giacomo † (prima dell'8 ottobre 1780 - 16 agosto 1788 deceduto)[27]
- Gerasimo † (agosto 1788 - novembre 1810 eletto metropolita di Calcedonia)
- Giuseppe † (1811 - 1821 deceduto)
- Matteo † (1821 - agosto 1823 eletto metropolita di Cizico)
- Macario † (marzo 1824 - 1831 deposto)
- Melezio Pancalos † (novembre 1831 - maggio 1841 eletto metropolita di Cizico)
- Gerolamo † (1841 - inizi del 1853 deceduto)
- Callinico Kyparissis † (marzo 1853 - 26 gennaio 1858 eletto patriarca di Alessandria)
- Neofito † (26 gennaio 1858 - 9 gennaio 1874 deposto)
- Gioacchino Demetriades † (9 gennaio 1874 - 4 settembre 1878 eletto patriarca di Costantinopoli)
- Callinico Fotiadis † (4 settembre 1878 - 1883 dimesso)[28]
- Gregorio Callidis † (20 dicembre 1884 - 29 settembre 1889 eletto metropolita di Giannina)
- Sofronio Crestidis † (29 settembre 1889 - 20 aprile 1893 dimesso)[29]
- Atanasio Megaklis † (4 maggio 1893 - 18 ottobre 1903 eletto metropolita di Cizico)
- Alessandro Rigopoulos † (18 ottobre 1903 - 25 novembre 1910 eletto metropolita di Nicomedia)
- Gioacchino Sgouros † (25 novembre 1910 - 11 maggio 1912 ?)

### Epoca moderna
- Gennadio Alexiadis † (22 maggio 1912 - 17 marzo 1951 deceduto)
- Pantaleone Papageorgiou † (25 marzo 1951 - 28 febbraio 1968 deposto)
- Leonidas Paraskevopoulos † (24 marzo 1968 - 13 luglio 1974 dimesso)
- Pantaleone Chrysofakis † (13 luglio 1974 - 9 luglio 2003 deceduto)
- Antimo Rousas (26 aprile 2004 - 13 settembre 2023 dimesso)
- Philotheus Theocharis, dal 9 ottobre 2023